# Municipio de Indian Woods
El municipio de Indian Woods (en inglés: Indian Woods Township) es un municipio ubicado en el  condado de Bertie en el estado estadounidense de Carolina del Norte. En el año 2010 tenía una población de 3.176 habitantes.

## Geografía
El municipio de Indian Woods se encuentra ubicado en las coordenadas 35°59′0.57″N 77°3′55.85″O / 35.9834917, -77.0655139.